# The Wrestling Classic
The Wrestling Classic var et pay-per-view-show inden for wrestling, produceret af World Wrestling Federation (WWF). Showet fandt sted d. 7. november 1985 fra Rosemont Horizon i Rosemont, Illinois. Det var wrestlingorganisationens første pay-per-view-show nogensinde (WrestleMania, der havde fundet sted for første gang i foråret 1985, var ikke blevet vist på pay-per-view, men kun internt fjernsyn).
Showets main event var finalen i en turnering med 16 deltagere, hvor Junkyard Dog besejrede Randy Savage. De andre turneringskampe havde fundet sted tidligere i showet. Derudover var der også en VM-titelkamp mellem verdensmesteren Hulk Hogan og Roddy Piper, som Hogan vandt. 
 Der er for få eller ingen kildehenvisninger i denne artikel, hvilket er et problem. Du kan hjælpe ved at angive troværdige kilder til de påstande, som fremføres i artiklen.

| Sport | Spire Denne artikel om sport er en spire som bør udbygges. Du er velkommen til at hjælpe Wikipedia ved at udvide den. |